# 岩崎伸一
岩崎 伸一（いわさき しんいち、1968年8月21日 - ）は、北海道栗山町出身の元アイスホッケー選手、監督。ポジションはゴールテンダー。178cm、85kg。

## 来歴
苫小牧市立沼ノ端中学校、苫小牧東高校から明治大学に進学、ユニバーシアードに2度出場した。1991年に国土計画（後にコクド）入社。正ゴーリーの座を射止めタイトル獲得に貢献。日本アイスホッケーリーグ3連覇、全日本アイスホッケー選手権3連覇に貢献した。
日本代表でも10年間活躍、長野オリンピックなどに出場した。
コクドが西武鉄道アイスホッケー部と合併したのに伴い、2003年引退。新生コクドでコーチとなる。
2005年、監督に就任。
2007年退任。

## 関連書籍
- アイスホッケーマガジン 1999年3月号 表紙